# 리카르도 우르타도
리카르도 우르타도(Ricardo Hurtado, 1999년 8월 22일 ~ )는 미국의 배우이다.